# Свети Архангели (Крушево)
Вижте пояснителната страница за други значения на Свети Архангели.
„Свети Архангели“ (на гръцки: Αγίων Ταξιαρχών Αχλαδοχωρίου) е българска възрожденска православна църква в село Крушево (Ахладохори), Егейска Македония, Гърция, част от Валовищката епархия. В архитектурно отношение представлява трикорабна псевдобазилика дълбоко вкопана в земята с обширна женска църква и открит трем на запад. Според надписа над западния вход църквата е построена в 1812 година. В храма има икони от 1816 година и други периоди на ΧΙΧ век. Църквата е енорийският храм на селото до построяването на „Свети Илия“ в 1870 година.
В 1995 година храмът е обявен за защитен паметник на културата.